# 無齒低眼鯰
無齒低眼鯰，為輻鰭魚綱鯰形目長鬚鯰科的其中一種，分布於南美洲亞馬遜河、奧里諾科河、蘇利南及蓋亞那的淡水流域，體長可達57.5公分，棲息在河川中上層魚類，成群活動，其頜骨沒有牙齒，但擁有許多的鰓耙篩子，用於過濾浮游性甲殼動物如枝角類、橈足類、介形蟲，白天跟隨浮游生物的垂直性遷移，繁殖期在2月和4月之間，可作為食用魚。

## 擴展閱讀
維基物種上的相關：無齒低眼鯰